# Ранчо Мираж
Ранчо Мираж (на английски: Rancho Mirage) е курортен град в окръг Ривърсайд, Калифорния, Съединени американски щати. Намира се в долината Коачела, на 15 km югоизточно от Палм Спрингс. Населението му е 18 306 души (по приблизителна оценка от 2017 г.)

## Известни личности
Починали в Ранчо Мираж
- Ред Скелтън (1913 – 1997), комик
- Бети Форд (1918 – 2011), първа дама на САЩ
- Джералд Форд (1913 – 2006), 38–ият президент на САЩ
- Сидни Шелдън (1917 – 2007), писател